# Earthlings
Pour les articles homonymes, voir Earthling.
Pour plus de détails, voir Fiche technique et Distribution.
Earthlings est un film documentaire américain de Shaun Monson sorti en 2005 dont la réalisation a nécessité cinq années de travail et d'investigation. Il montre le traitement réservé aux animaux destinés à être des animaux domestiques, à la production de nourriture, à la confection de vêtements, aux divertissements et à la recherche scientifique.
La société NationEarth, qui détient les droits du film, a permis à certaines personnalités de re-doubler le film dans d'autres langues. Il existe alors plusieurs versions du film : la version originale américaine, dont le narrateur est l'acteur Joaquin Phoenix, la version française, dont le narrateur est le réalisateur Maxime Ginolin, la version allemande, dont le narrateur est le comédien de doublage Helmut Krauss, et la version québécoise, dont le narrateur est l'ex-hockeyeur Georges Laraque des Canadiens de Montréal.

## Synopsis
Réalisé à partir de caméras cachées et d’images jamais vues auparavant, Earthlings exhibe les pratiques quotidiennes de certaines des plus grandes industries du monde, toutes reposant sur l’exploitation des animaux.
Le film est divisé en cinq parties, chacune présentant une des facettes de l'exploitation animale.
- Première partie : Animaux domestiques
- Deuxième partie : Nourriture
- Troisième partie : Vêtements
- Quatrième partie : Divertissement
- Cinquième partie : Science

## Fiche technique
Sauf mention contraire, cette fiche technique est établie à partir d'Allociné.
- Réalisation : Shaun Monson
- Scénario : Shaun Monson
- Production : Shaun Monson, Persia White, Maggie Q, Libra Max et Nicole Visram[2]
- Musique originale : Brian Carter, Natalie Merchant, Moby, Gabriel Isaac Mounsey et Barry Wood
- Pays :  États-Unis
- Langue de tournage : anglais

## Distribution
Joaquin Phoenix : narrateur

## Musique
La bande-originale a été composée par Moby, qui y utilise certains de ses anciens titres ainsi que des morceaux spécialement composés pour le film. La supervision musicale a été faite par Libra Max.

## Sortie
Du fait de la violence graphique du film jugée trop importante et de son statut unrated, Earthlings a eu du mal à bénéficier d'une sortie dans les circuits de distribution traditionnels. Aux États-Unis, il n'a été projeté que par les cinémas Laemmle. Il a cela dit tourné dans certains festivals avant d'acquérir une véritable notoriété sur Internet.
Le film n'a pas pu concourir à la cérémonie des Oscars dans la catégorie documentaire du fait que pour pouvoir y participer, il faut que le documentaire puisse être diffusé à la télévision, ce qui n'était pas le cas d'Earthlings.
À ce jour, une seule édition DVD du film existe, éditée par la société NationEarth elle-même. Elle contient des scènes coupées, la bande-annonce du film, ainsi qu'un message du réalisateur.
En 2015, à l'occasion du 10e anniversaire du film, une version restaurée est sortie, entièrement recadrée et réétalonnée, et avec quelques nouvelles musiques.

## Critiques
Référence absolue dans la sphère végane, le film est souvent considéré comme le meilleur documentaire jamais tourné sur le sujet de l'exploitation animale.
Dans son ouvrage, Plaidoyer pour les animaux, le scientifique et moine bouddhiste Matthieu Ricard dénonce le fait que ce film n'ait jamais été diffusé sur les chaînes publiques de télévision (de même que les films Food Inc. et LoveMEATender) : « On ne montre jamais à la télévision ce qui se passe tous les jours dans ces lieux (élevages, abattoirs...) »[réf. souhaitée]. Les chaînes de télévision prétextent, pour leur refus de diffusion, que ce genre de film documentaire est susceptible de choquer, raison insuffisante pour le moine bouddhiste, étant donné que les chaînes de télévision ne se privent jamais de montrer des images de guerre ou d'attentats qui sont elles aussi susceptibles de choquer.
Peter Singer, auteur de La Libération Animale, a exprimé le fait que : « Si j’avais la possibilité de faire voir un film au monde entier, je choisirais Earthlings. ».
L'actrice Linda Blair a qualifié le film comme étant le « Citizen Kane des films documentaires ».
Lors de la sortie du film en 2005, la société PETA a déclaré qu'il s'agissait du meilleur documentaire de l'année.

## Récompenses
- En 2005 Meilleur film documentaire au festival de film d'Artivist.
- En 2005 Meilleur film documentaire au Festival international du film de Boston.
- En 2005 Meilleur film documentaire et prix humanitaire pour Joaquin Phoenix au festival de film de San Diego.

## Prise d'otages en Ukraine
Le 21 juillet 2020, à Loutsk, dans l’ouest de l'Ukraine, un homme lourdement armé prend en otage les 13 passagers d'un bus et leur fait regarder Earthlings. Entre autres demandes, le preneur d'otage exige que le président ukrainien, Volodymyr Zelensky, exhorte les Ukrainiens à regarder le documentaire. Au bout de presque 12 heures, après que des coups de feu furent tirés et que le président eut publié sur Facebook la déclaration « Tout le monde doit regarder le film de 2005 Earthlings », le preneur d'otage se rend et les otages sont libérés sains et saufs,.